# Sphingidae
Sphingidae este o familie de molii (ordinul Lepidoptera), cunoscute câteodată și ca molii șoim sau molii sfinx. Include aproximativ 1450 de specii de molii. Cei mai mulți reprezentanți se găsesc la tropice, dar în general speciile sunt răspândite în orice regiune. Mărimea lor este moderată până la mare și se deosebesc față de alte molii prin abilitatea de a zbura repede și continuu.
Se caracterizează prin forma corpului, a aripilor și a antenelor. Au un corp gros, cu abdomenul ascuțit la capăt. Aripile sunt lungi, înguste și ascuțite la vârf, mai ales cele anterioare, care sunt cu mult mai lungi decât cele posterioare. În repaus țin aripile strânse ca un acoperiș de casă. Antenele sunt fusiforme, cu trei muchii. Trompa este, în general, foarte lungă, la unele specii este redusă.
Speciile sunt în marea lor majoritate crepusculare și tote foarte bune zburătoare. Sug nectarul din flori zburând pe loc, fără să se așeze pe floare.
Au larve caracteristice, care sunt netede, nepăroase, cu culori vii. Cele mai multe au un spin ca un corn pe al 8-lea segment abdominal, dorsal. Picioarele toracice sunt mici, dar pedesspuriile sunt puternice. Pupa se formează în frunzar sau în pământ și, de regulă, are un apendice ventral, detașat de corp (viitoarea trompă a fluturelui).

## Taxonomie
Familia Sphingidae este împărțită în trei subfamilii:
- Macroglossinae, cu triburile:
  - Dilophonotini
  - Macroglossini
  - Philampelini
- Smerinthinae, cu triburile:
  - Ambulycini
  - Smerinthini
  - Sphingulini
- Sphinginae, cu triburile:
  - Acherontiini
  - Sphingini

### Genuri
Lista genurilor conform Catalogue of Life:
- Acanthosphinx
- Acherontia
- Acosmerycoides
- Acosmeryx
- Adhemarius
- Aellopos
- Afroclanis
- Afrosphinx
- Agnosia
- Agrius
- Akbesia
- Aleuron
- Ambulyx
- Amorpha
- Ampelophaga
- Amphimoea
- Amphion
- Amplypterus
- Anambulyx
- Andriasa
- Angonyx
- Antinephele
- Apocalypsis
- Arctonotus
- Atemnora
- Barbourion
- Basiothia
- Batocnema
- Callambulyx
- Callionima
- Callosphingia
- Cautethia
- Cechenena
- Centroctena
- Cephonodes
- Ceratomia
- Ceridia
- Chaerocina
- Chloroclanis
- Cizara
- Clanidopsis
- Clanis
- Clarina
- Cocytius
- Coelonia
- Coenotes
- Coequosa
- Compsulyx
- Cypa
- Dahira
- Daphnis
- Daphnusa
- Darapsa
- Degmaptera
- Deidamia
- Deilephila
- Dolba
- Dolbina
- Dolbinopsis
- Dolbogene
- Dovania
- Elibia
- Ellenbeckia
- Enpinanga
- Enyo
- Erinnyis
- Euchloron
- Eumorpha
- Eupanacra
- Euproserpinus
- Eupyrrhoglossum
- Euryglottis
- Eurypteryx
- Falcatula
- Gehlenia
- Giganteopalpus
- Gnathothlibus
- Grillotius
- Griseosphinx
- Gurelca
- Gynoeryx
- Hayesiana
- Hemaris
- Hemeroplanes
- Himantoides
- Hippotion
- Hopliocnema
- Hoplistopus
- Hyles
- Hypaedalea
- Isognathus
- Isoparce
- Kloneus
- Langia
- Laothoe
- Lapara
- Lepchina
- Leptoclanis
- Leucomonia
- Leucophlebia
- Leucostrophus
- Likoma
- Litosphingia
- Lomocyma
- Lophostethus
- Lycosphingia
- Maassenia
- Macroglossum
- Macropoliana
- Madoryx
- Malgassoclanis
- Manduca
- Marumba
- Megacorma
- Meganoton
- Metamimas
- Micracosmeryx
- Microclanis
- Microsphinx
- Mimas
- Monarda
- Nannoparce
- Neoclanis
- Neococytius
- Neogene
- Neopolyptychus
- Nephele
- Nyceryx
- Odontosida
- Oligographa
- Opistoclanis
- Orecta
- Oryba
- Pachygonidia
- Pachylia
- Pachylioides
- Pachysphinx
- Panogena
- Pantophaea
- Paonias
- Paratrea
- Parum
- Pentateucha
- Pergesa
- Perigonia
- Phanoxyla
- Philodila
- Phryxus
- Phyllosphingia
- Phylloxiphia
- Platysphinx
- Poliana
- Poliodes
- Polyptychoides
- Polyptychopsis
- Polyptychus
- Praedora
- Proserpinus
- Protaleuron
- Protambulyx
- Pseudandriasa
- Pseudenyo
- Pseudoclanis
- Pseudodolbina
- Pseudopolyptychus
- Pseudosphinx
- Psilogramma
- Rethera
- Rhadinopasa
- Rhodafra
- Rhodambulyx
- Rhodoprasina
- Rhopalopsyche
- Rufoclanis
- Sagenosoma
- Sataspes
- Smerinthulus
- Smerinthus
- Sphecodina
- Sphingidites
- Sphingonaepiopsis
- Sphingulus
- Sphinx
- Stolidoptera
- Synoecha
- Temnora
- Temnoripais
- Tetrachroa
- Thamnoecha
- Theretra
- Thibetia
- Tinostoma
- Trogolegnum
- Unzela
- Xanthopan
- Xenosphingia
- Xylophanes

### Specii reprezentative

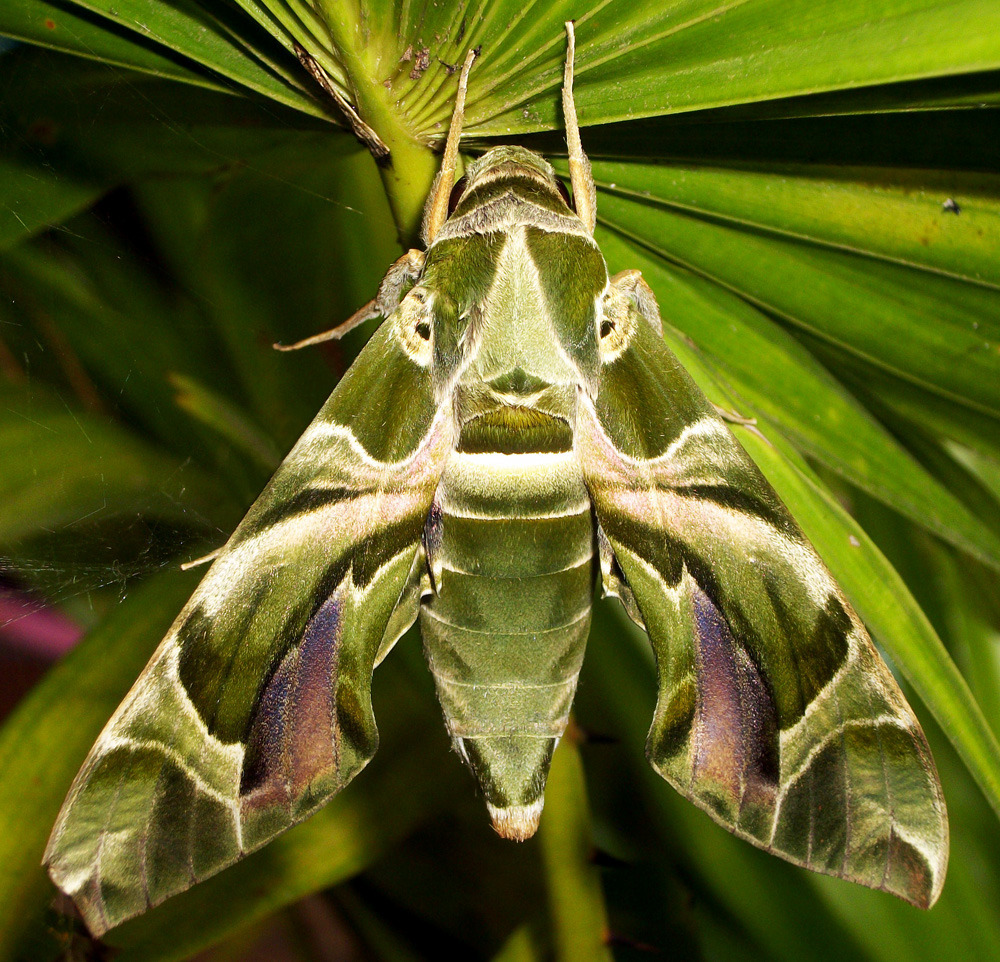
Daphnis nerii în Mangaon, Maharashtra, India

Sunt aproximativ 1450 specii de molii șoim, clasificate în aproximativ 200 de genuri. Printre cele mai cunoscute specii se numără:
- Sphinx ligustri
- Speciile de Acherontia
- Mimas tiliae
- Laothoe populi
- Ceratomia catalpae
- Macroglossum stellatarum
- Deilephila elpenor
- Hippotion celerio
- Hyles euphorbiae
- Daphnis nerii
- Eumorpha pandorus
- Manduca quinquemaculata